# CSS Chickamauga
Le CSS Chickamauga  est un navire de guerre qui appartint à la Confederate States Navy (Marine de Guerre des États Confédérés d'Amérique) dès 1864, et qui combattit lors de la guerre de Sécession. Ancien forceur de blocus Edith, il est acheté en 1864 par la marine de la Confédération.
Le 25 février 1865, pour éviter la capture par l'Union, il est brûlé.